# Amöneburg
Amöneburg é um município da Alemanha, situado no distrito de Marburg-Biedenkopf, no estado de Hesse. Tem 43,95 km² de área, e sua população em 2019 foi estimada em 5.047 habitantes.